# 太地町
太地町（日语：／ Taiji chō */?）是位於日本和歌山縣東南部臨海的行政區劃，為和歌山縣內面積最小的行政區劃。轄區位於一個突入海中的小型半島上，全町被那智勝浦町及熊野灘所環繞；主要聚落位於半島北側，包括臨太地灣的太地地區和臨森浦灣的森浦地區，由於海岸線為沉水式海岸，因此兩個聚落都是漁港。此外在森浦灣北側的小字夏山地區為被那智勝浦町所環繞的飛地。
當地自17世紀起就開始組織性的捕鯨及海豚，目前仍持續大量捕抓日本近海的短肢領航鯨，這也成為太地町的主要產業，全町的稅收收入中有多達三成是來自捕鯨業者；太地町也因此長期遭到包括海洋守護者協會在內的國際保育團體的抗議。2009年美國導演路易·皮斯霍斯以偷拍的方式將太地町大量獵捕海豚的行為拍攝成纪录片《血色海灣》，一度引起國際上的爭議；2015年日本導演八木景子也以相反的觀點拍攝了紀錄片血色海灣背後來向國際表達當地不同的意見。

## 人口
| 太地町人口分布圖 |                                               |  |
| 太地町與日本全國年齡別人口分布比較圖 （2005年資料） | 太地町的年齡、男女別人口分布圖 （2005年資料） |  |
| ■紫色是太地町 ■綠色是全国 | ■藍色是男性 ■紅色是女性                       |  |
| 太地町人口變化 \| 1970年 \| 4,566人 \| \| \| 1975年 \| 4,433人 \| \| \| 1980年 \| 4,539人 \| \| \| 1985年 \| 4,314人 \| \| \| 1990年 \| 4,098人 \| \| \| 1995年 \| 3,907人 \| \| \| 2000年 \| 3,777人 \| \| \| 2005年 \| 3,506人 \| \| \| 2010年 \| 3,250人 \| \| \| 2015年 \| 3,087人 \| \| \| 2020年 \| 2,791人 \| \| |                                               |  |
| 資料來源：日本總務省統計中心提供之人口普查數據 |                                               |  |
| 1970年 | 4,566人                                       |  |
| 1975年 | 4,433人                                       |  |
| 1980年 | 4,539人                                       |  |
| 1985年 | 4,314人                                       |  |
| 1990年 | 4,098人                                       |  |
| 1995年 | 3,907人                                       |  |
| 2000年 | 3,777人                                       |  |
| 2005年 | 3,506人                                       |  |
| 2010年 | 3,250人                                       |  |
| 2015年 | 3,087人                                       |  |
| 2020年 | 2,791人                                       |  |

## 歷史
在實施令制國之前屬於熊野國，令制國時代後才併入紀伊國，並劃入牟婁郡。在江戶時代後成為紀州藩紀州德川家御附家老水野氏的紀伊新宮藩領地，19世紀末明治維新實施廢藩置縣屬於新宮縣，1871年第一次府縣整併後才改劃入和歌山縣。
1889年日本實施町村制，將原本的太地村和森浦村兩個聚落合併設立為近代的行政區劃太地村，1925年再升格為現在的太地町。

### 變遷表
| 1889年4月1日 | 1889年 - 1912年 | 1912年 - 1944年           | 1945年 - 1954年           | 1955年 - 1989年           | 1989年 - 現在             | 現在                      |
| ------------ | --------------- | ------------------------- | ------------------------- | ------------------------- | ------------------------- | ------------------------- |
| 太地村       | 太地村          | 1925年4月1日 改制為太地町 | 1925年4月1日 改制為太地町 | 1925年4月1日 改制為太地町 | 1925年4月1日 改制為太地町 | 1925年4月1日 改制為太地町 |

### 捕鯨歷史

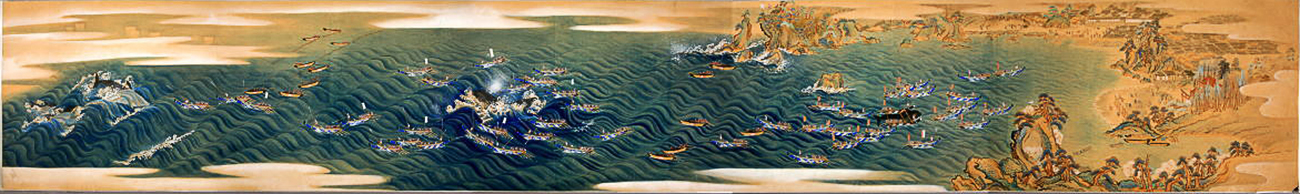
描繪太地捕鯨的繪畫

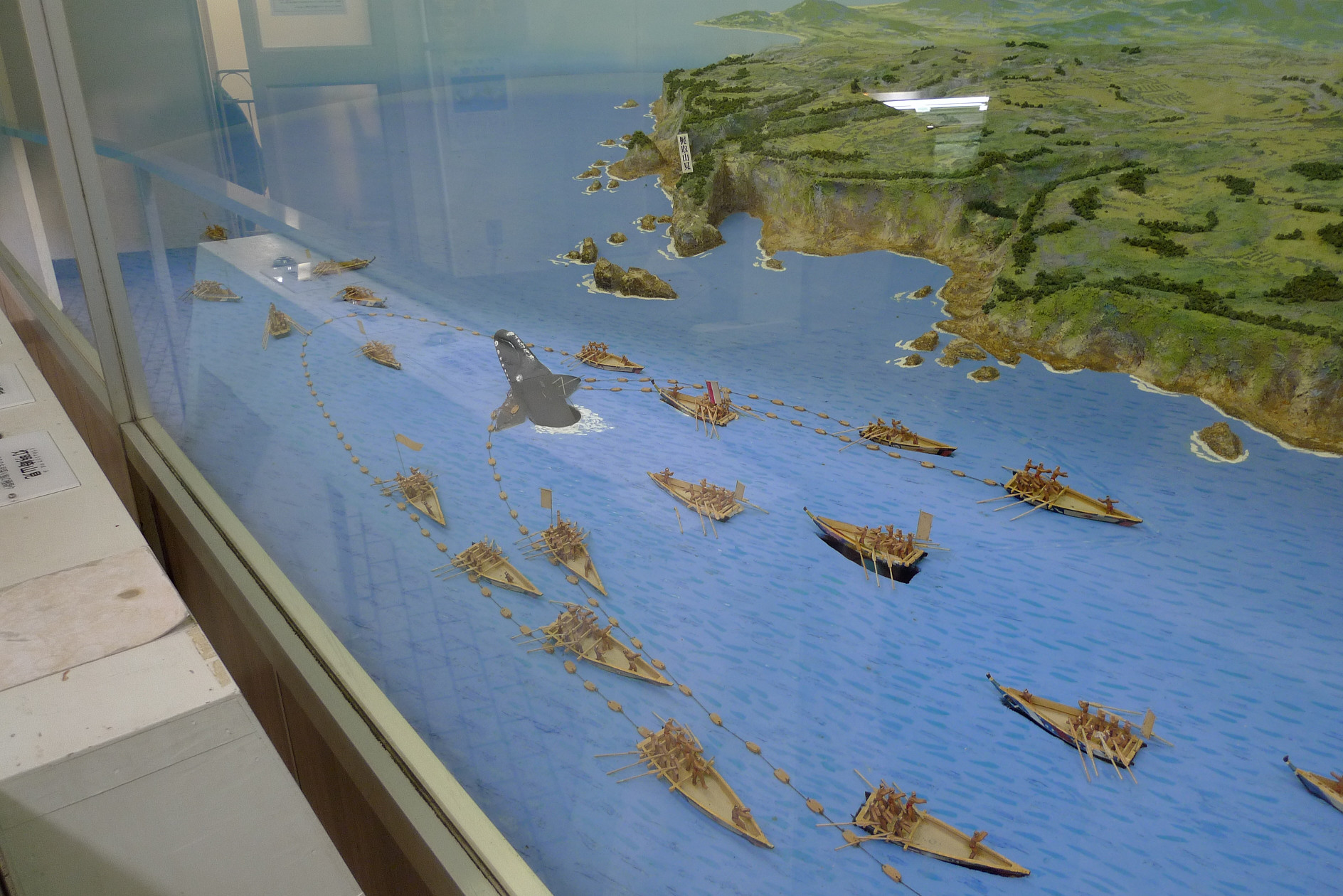
鯨魚博物館內說明傳統捕鯨方法的模型

1606年太地當地的豪族和田頼元和來自外地的漁夫一同建立了最初的捕鯨方法，此後和田家族為中心，在太地出現了五個捕鯨團體；1675年和田家族第三代的和田頼治發展出新的網掛突捕法，可以將鯨豚直接驅趕到網中，此後讓太地的捕鯨規模快速成長，在極盛時期曾有超過一千人從事捕鯨工作。
過去太地的傳統捕鯨方式為「驅獵海豚」，範圍主要是以近海區域為主，不過在19世紀末期，美國開始以現代化方式大規模獵捕鯨豚，間接影響了太地的捕鯨漁獲量；同時由於日本開始現代化，人口開始往大城市集中，造成從事捕鯨的人口減少。而在1878年的捕鯨過程中發生大規模意外，造成超過百人的捕鯨漁民死亡或失蹤，也讓太地的捕鯨產業頓時崩潰沒落。
二十世紀初期，太地開始有人採用近代新式的捕鯨方式，捕鯨範圍也開始擴大到外海遠洋，太地再度成為日本捕鯨產業的主要據點之一，在太地町的港口中除了大量的捕鯨船，岸上也有許多鯨魚的處理加工工廠。20世紀後期，国际捕鲸委员会開始管制各國捕鯨行為，並在1986年完全禁止商業捕鯨，太地雖然也在1988年宣稱停止商業捕鯨，但之後仍以科學研究的名義繼續大規模獵捕小型鯨豚；不過2018年日本退出國際捕鯨委員會後，太地町也再次恢復了商業捕鯨行為。
目前太地町仍視捕鯨為傳統文化，維持過去的「驅獵海豚」傳統，每年九月到三月期間，會先在海中拍打船下的金屬桿形成「音牆」，再利用海豚的回聲將海豚集體引入太地海灣的淺水海域，以魚網圍困住海豚後，直接在水中大量屠宰，部分海豚視個別狀況會先被挑選出賣到水族館或海洋公園，其餘大部分的海豚則直接殺害後將其切割成肉塊販售。

## 交通

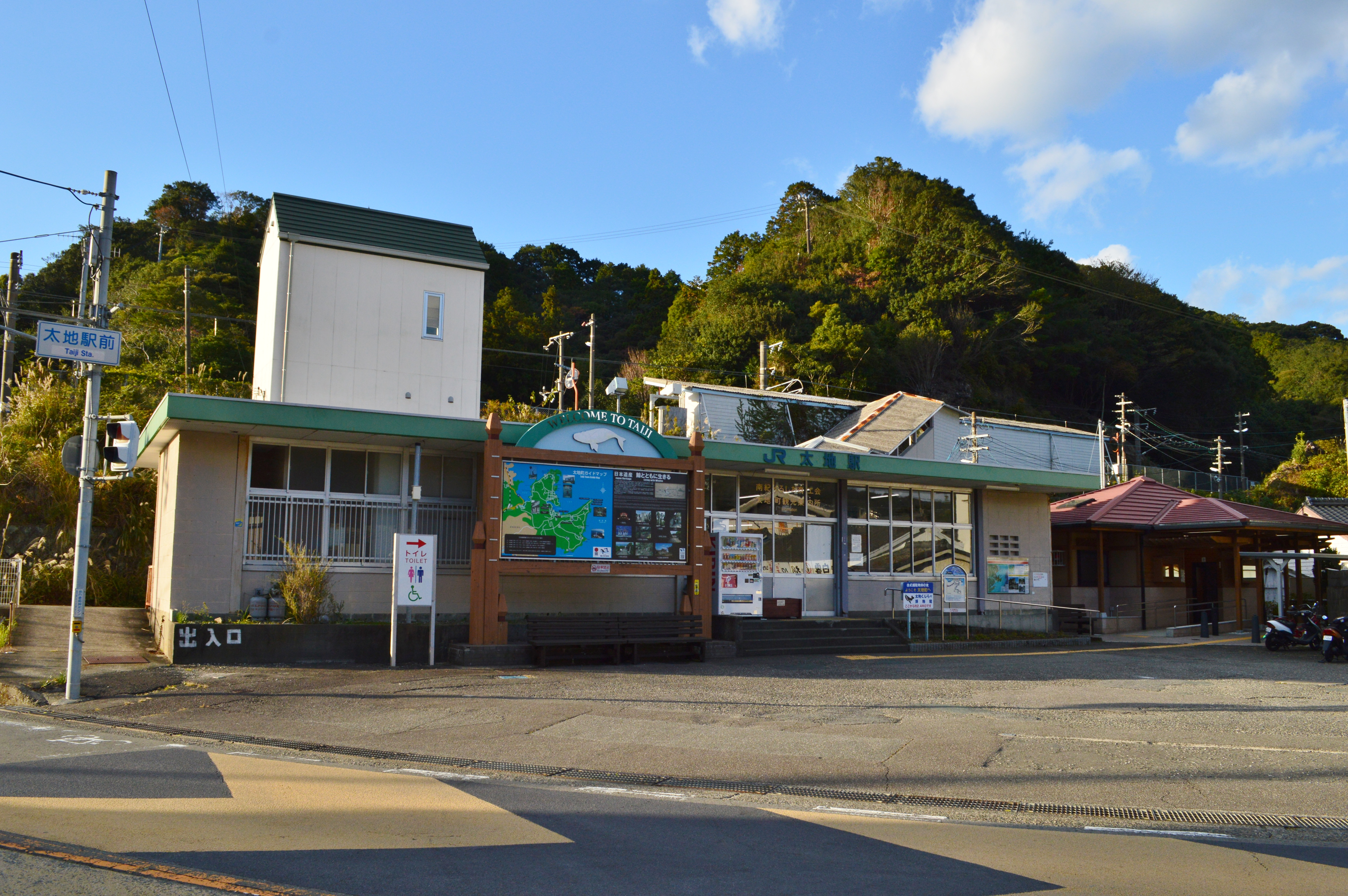
太地車站

太地連外的主要交通通道是公路國道42號和鐵路紀勢本線，兩者都通過太地町西部的森浦地區，鐵路在此設有太地車站；從車站可再經由太地町町營循環巴士轉乘至太地町內各地區。
紀勢本線也有通過屬於太地町飛地的小字夏山地區，但在該地區內並未設有車站。

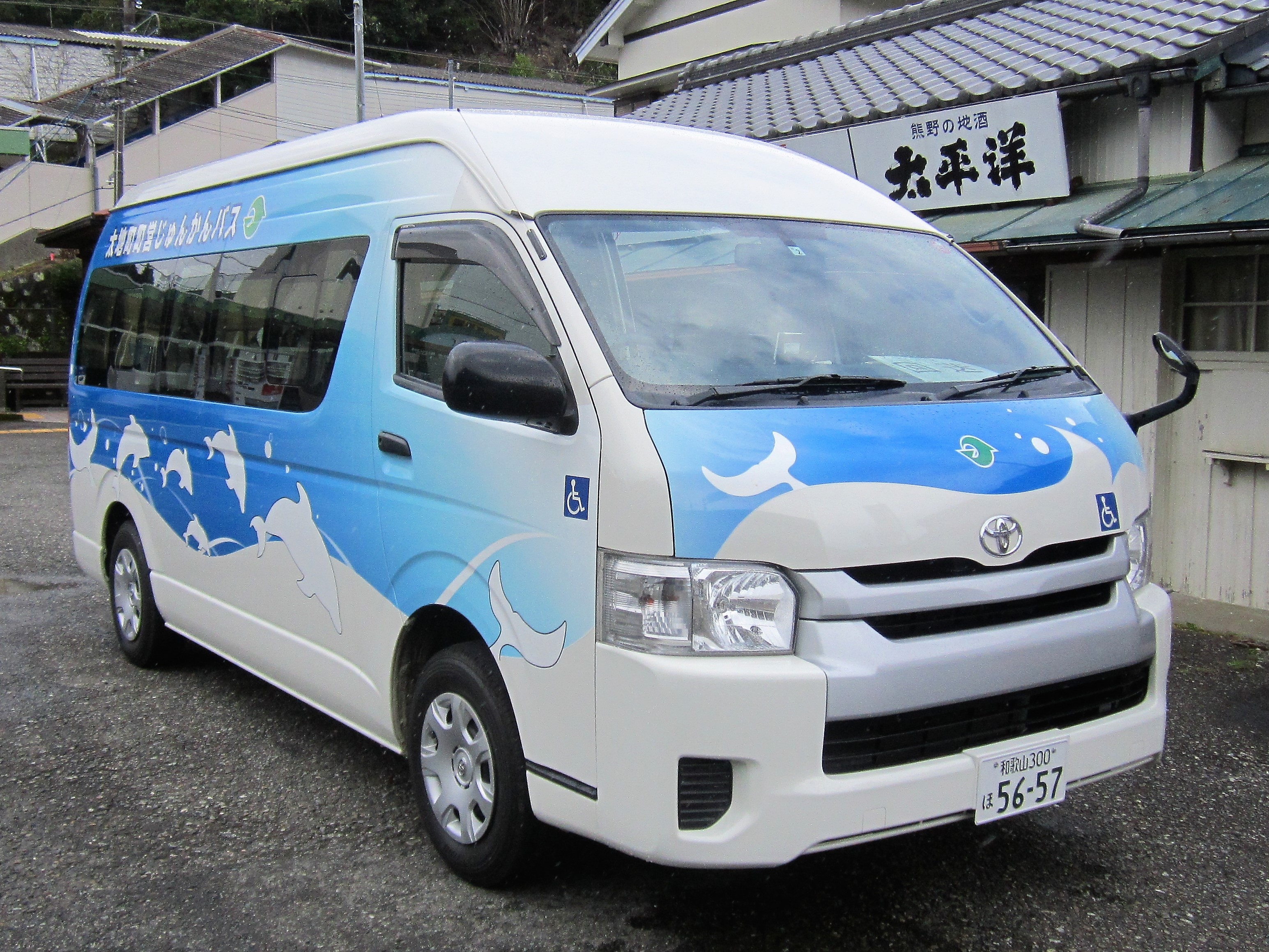
太地町町營循環巴士
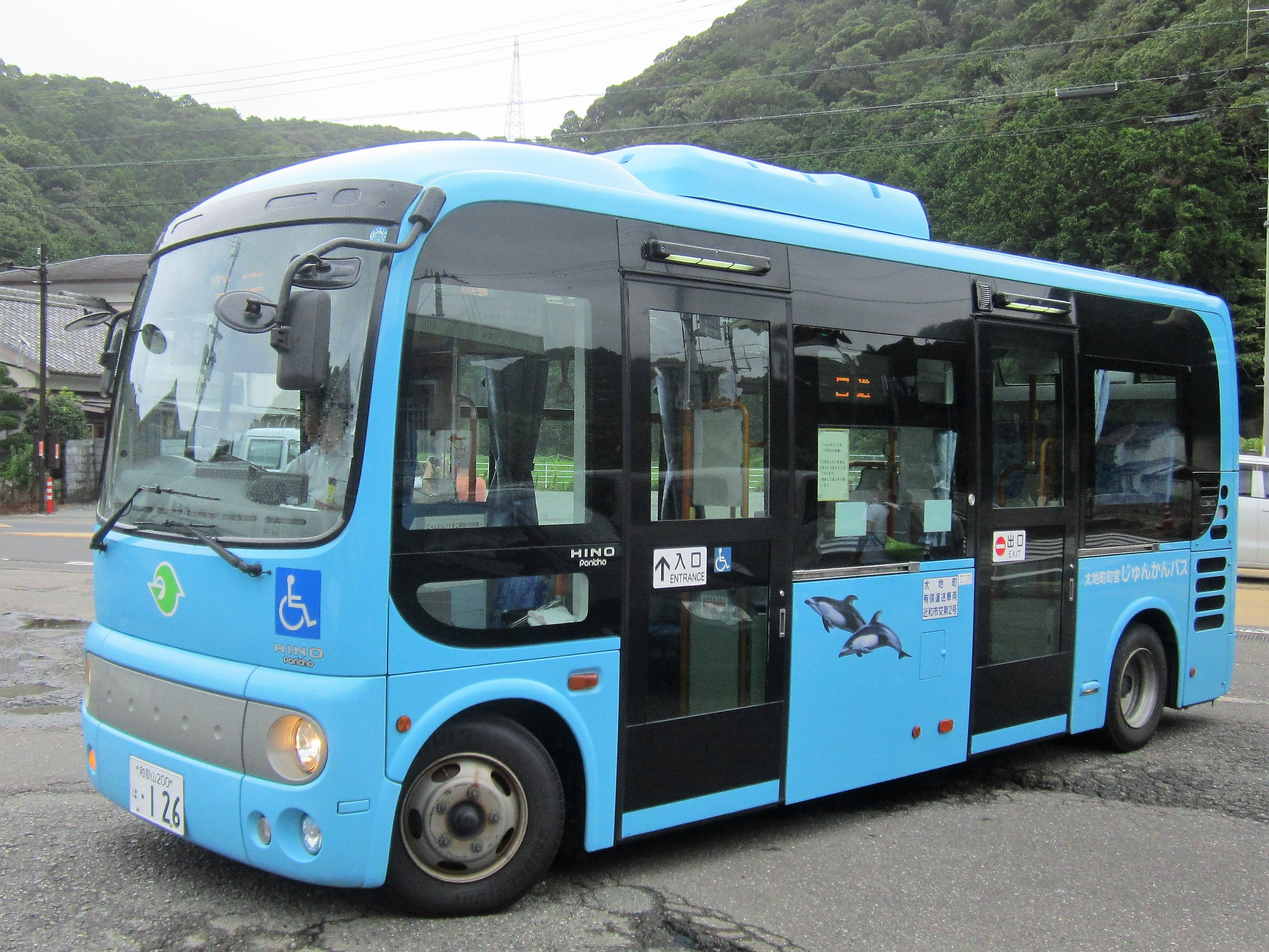
太地町町營循環巴士

### 鐵路
- 西日本旅客鐵道
  - 紀勢本線：（←那智勝浦町） - （太地町夏山地區） - （那智勝浦町） - 太地車站 - （那智勝浦町→）

## 觀光資源
在太地灣和森浦灣之間的海岬上有鯨魚濱公園，為吉野熊野國立公園的一部分，其中設有以鯨豚為主題的鯨魚博物館、飼養捕獲的熱帶斑海豚和條紋原海豚的海洋水族館、為紀念出身於太地的畫家石垣榮太郎所設立的太地町立石垣紀念館。此外每年夏天會將捕捉到的小型鯨豚養殖漁岸邊海灣中，讓觀光客可以就近觀察鯨豚。
棒球選手落合博滿在町內太地地區東側有一間度假用的私人別墅，自1993年起開始作為落合博滿野球紀念館對外開放，這也是日本第一個職業棒球選手的個人紀念館，目前落合博滿及其家人仍會不定時至此別墅度假。

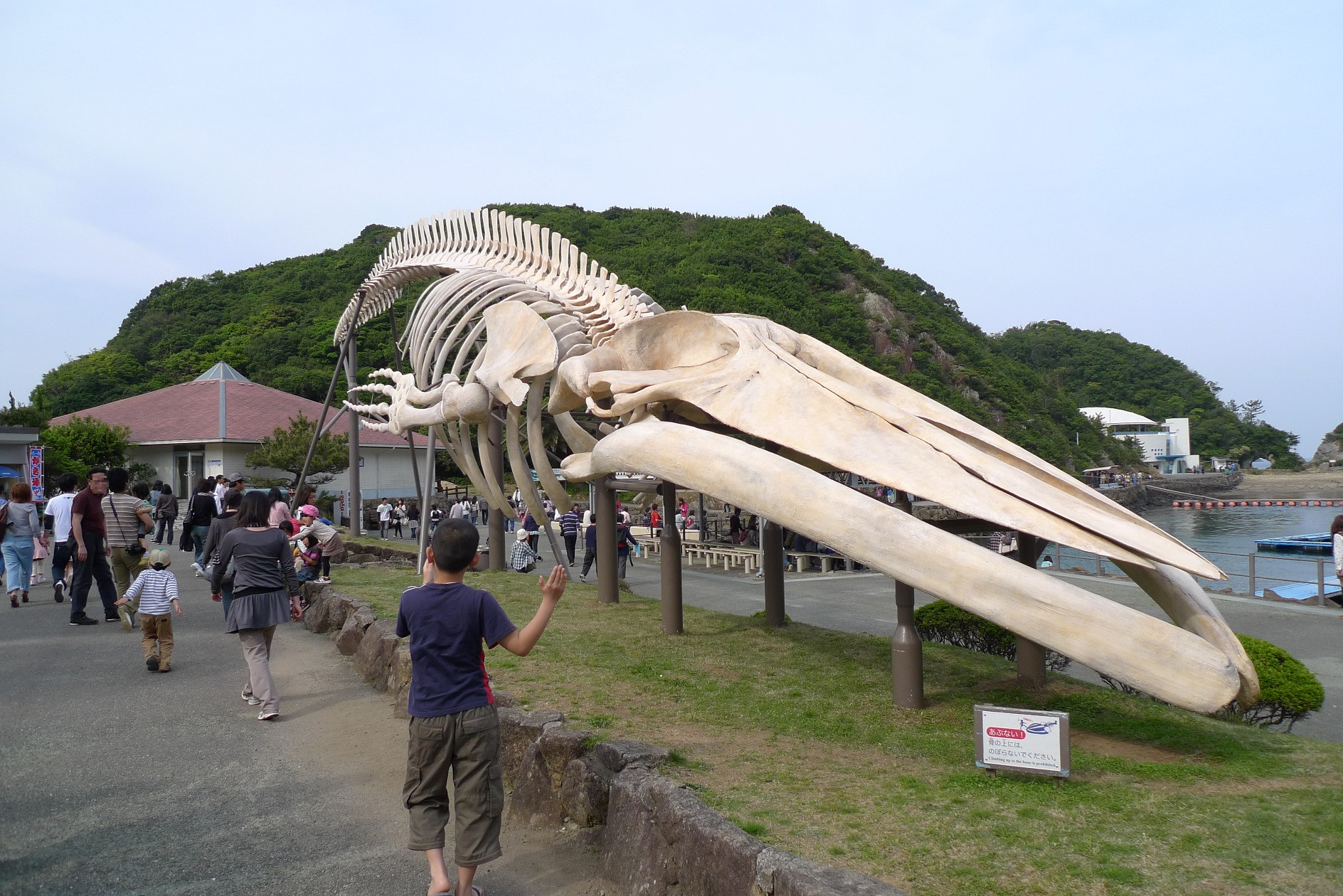
展示於鯨魚博物館外的鯨魚骨骼標本
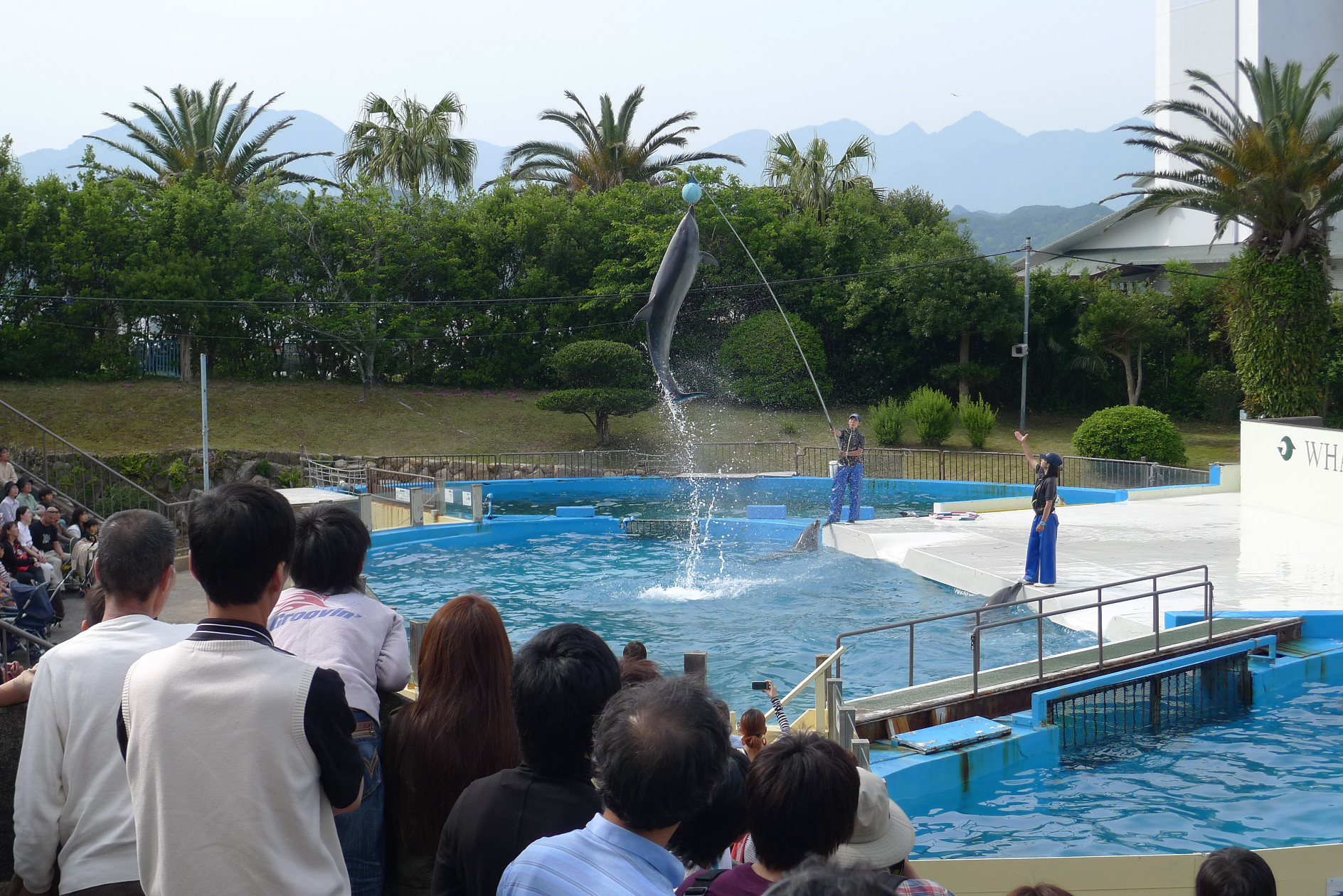
鯨魚博物館內的海豚表演

## 姊妹、友好城市

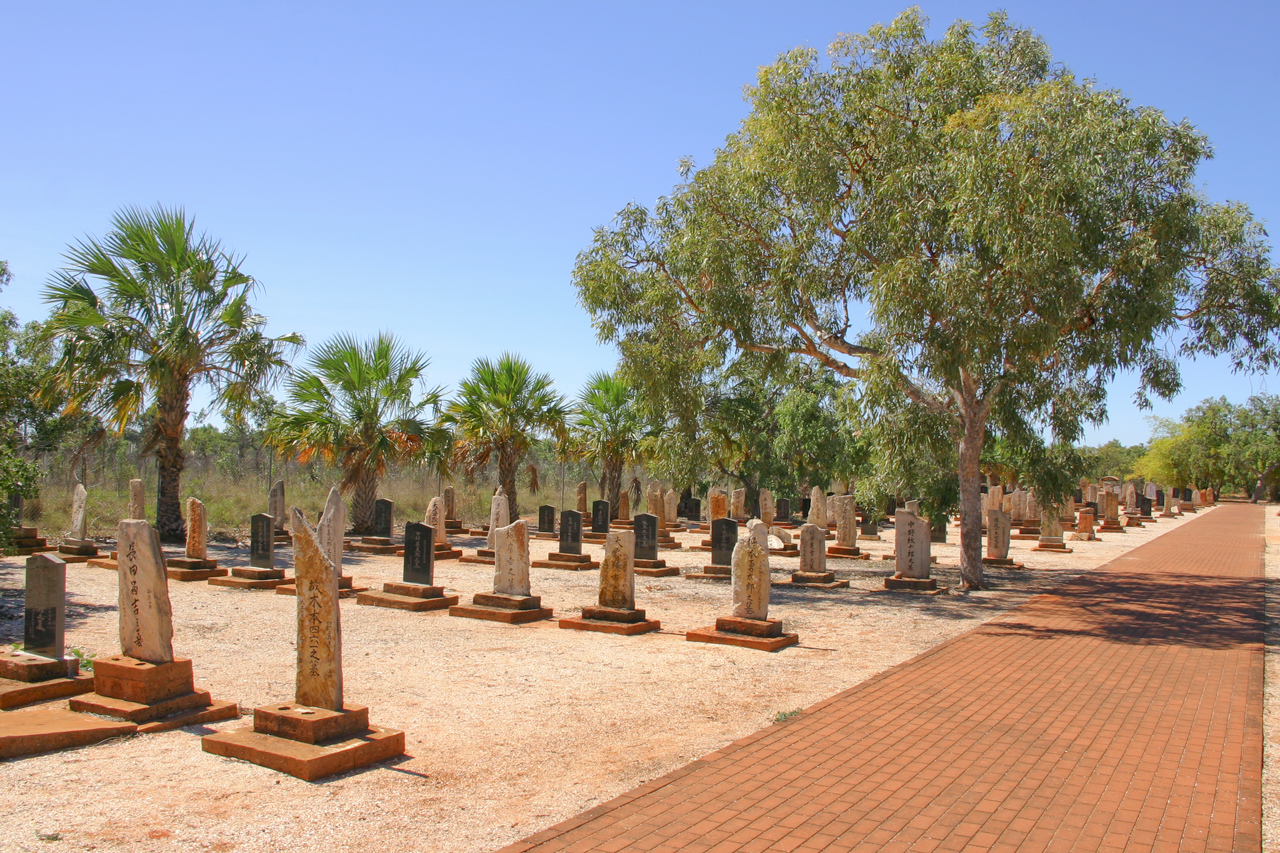
位於澳大利亞布魯姆的日本人墓地

### 日本
- 白馬村（長野縣）
兩地於1984年締結為姊妹城市。

### 海外
- 布鲁姆（澳大利亚西澳大利亚州金伯利）
由於19世紀末至20世紀初期有大量來自太地的採珠人至布魯姆，目前布魯姆也有日本人墓地，因此兩地於1981年締結為姊妹城市。
- 克拉克斯维克（法罗群岛）
兩地同樣是具有捕鯨傳統的城鎮，並持續與國際鯨豚保育人士對抗，因此在兩地2018年締結為姊妹城市。[12]

## 外部連結
- （日語） 太地町觀光協會（页面存档备份，存于）